# Arnaud Alessandria
Arnaud Alessandria (ur. 15 lipca 1993 w Monako) – monakijski narciarz alpejski, olimpijczyk.
Zawodnik wystartował na Zimowych Igrzyskach Olimpijskich 2014 w Soczi. Zajął 39. miejsce w zjeździe, startował też w super kombinacji i super gigancie, ale nie ukończył tych konkurencji. Arnaud startował też czterokrotnie w Mistrzostwach Świata Juniorów. Jedyny występ w pierwszej „50” zaliczył w 2013 r. w kanadyjskim Le Massif, kiedy zajął 27. miejsce w zjeździe.